# Yudel Johnson
Yudel Johnson Cedeño (* 6. Juni 1981) ist ein kubanischer Boxer. Johnson war Goldmedaillengewinner der Panamerikanischen Spiele 1999 und der Zentralamerika- und Karibikspiele 2006 sowie Silbermedaillengewinner der Olympischen Spiele 2004.

## Karriere

### Amateur
Johnson gewann im Juniorenbereich (U19) die Silbermedaille bei den Panamerikanischen Meisterschaften 1998 im Halbfliegengewicht (-48 kg). 
Sein erstes internationales Turnier im Männerbereich bestritt Johnson 1999 bei den Zentralamerika- und Karibikmeisterschaften in Mexiko-Stadt, bei denen er die Goldmedaille im Federgewicht (-57 kg) gewann. Kurz darauf nahm er auch an den Panamerikanischen Spielen in Winnipeg teil, welche er überraschend gewann. Bei den Weltmeisterschaften im selben Jahr schied er jedoch bereits im Achtelfinale gegen Ramazi Paliani, Türkei (11:2), aus. Die Kubanischen Meisterschaften 2000 endeten für Johnson im Achtelfinale, so dass er in diesem Jahr nicht für internationale Wettkämpfe nominiert wurde.
2001 belegte Johnson den zweiten Platz der nationalen Meisterschaften im Weltergewicht (-67 kg). Sein Gegner im Finale war Lorenzo Aragón (8:4). Im selben Jahr trat er auch bei den Goodwill Games in Brisbane an und gewann dieses Turnier mit einem Finalsieg über Anthony Thompson, USA (19:16). 2002 gewann Johnson erstmals die kubanischen Meisterschaften und im selben Jahr auch den Chemiepokal in Halle. Beim Weltcup in Astana schlug er u. a. Daniel Geale, Australien (RSC 2.), und Manus Boonjumnong, Thailand (15:5).
2003 und 2004 gewann Johnson jeweils die Silbermedaille bei den nationalen Meisterschaften, wobei er 2004 erstmals im Halbweltergewicht (-64 kg) startete. Da er sich in der internen Ausscheidung durchsetzte, startete Johnson beim amerikanischen Olympiaqualifikationsturnier in Rio de Janeiro, welches er vor Rock Allen, USA (23:15), gewann. Bei den Olympischen Spielen 2004 erreichte Johnson nach Siegen über Davis Mwale, Sambia (RSC 3.), Dilshod Mahmudov, Usbekistan (32:28), und Boris Georgiew, Bulgarien (13:9), das Finale, welches er gegen Manus Boonjumnong verlor (17:11) und damit die Silbermedaille gewann.
2005 stieg Johnson wieder ins Weltergewicht auf, wurde jedoch bei den kubanischen Meisterschaften nur Zweiter hinter Erislandy Lara (12:7). Zum selben Ergebnis führten auch die nationalen Meisterschaften von 2006. Im selben Jahr gewann er die Goldmedaille bei den Zentralamerika- und Karibikspielen. 
Nachdem Johnson 2007 bereits im Achtelfinale der nationalen Meisterschaften ausgeschieden war und auch 2008 nur den zweiten Platz hinter Carlos Banteur (15:6) belegt hatte, setzte er sich zusammen mit Guillermo Rigondeaux und Yordanis Despaigne in die USA ab. 

### Profi
Am 22. Mai 2009 bestritt Johnson im Miami seinen ersten Profikampf, welchen er durch technischen K. o. in der ersten Runde gewann. Er besiegte auch seine nächsten elf Gegner und bestritt dabei zwei Titelkämpfe um die mittelamerikanische Meisterschaft des WBC. Im Mai 2012 verlor Johnson gegen Willie Nelson, USA einstimmig. Nach drei Aufbaukämpfen gewann er 2014 erneut den WBC-Mittelamerika-Titel. Er boxte in der Folge im Jahr 2015 noch drei Kämpfe, wovon er den ersten knapp per Split Decision gewann und die letzten beiden nach Punkten bzw. technischem Knockout klar verlor.